# گروه هشت

نقشه کشورهای عضو جی۸ و اتحادیه اروپا

گروه هشت (G8) یک سازمان بین‌دولتی از سال ۱۹۹۷ تا ۲۰۱۴ بود. این گروه از ادغام روسیه در گروه هفت شکل گرفت و پس از اخراج روسیه در سال ۲۰۱۴، به نام قبلی خود بازگشت. این گروه متشکل از کشورهای گروه هفت  شامل فرانسه، آلمان، بریتانیا، ایتالیا، ژاپن، ایالات متحده آمریکا و کانادا به‌همراه اتحادیه اروپا (عضو غیرشماری)، به علاوه روسیه بود.

## پیشینه
گروه هشت در تلاش برای پاسخ به یک بحران پدید آمد: در اواسط دههٔ هفتاد، بحران نفتی و از هم‌پاشی سیستم تبادل ارز برتن وودز منجر به بحرانی در اقتصاد جهانی شد. برای کشورهای بزرگ صنعتی این موضوع مطرح بود که چگونه می‌توان بر مشکلات غلبه کرد. رئیس‌جمهور وقت فرانسه، والری ژیسکار دستن و صدر اعظم آن هنگام آلمان هلموت اشمیت، غلبه بر بحران را در راه‌کاری بین‌المللی دیدند و این ایده را پی گرفتند.

## دیدار سالانه
اولین کنفرانس اقتصاد جهانی سال ۱۹۷۵ در قصر رامبولیه در پاریس برپا شد. پس از آن چنین دیدارهایی سالانه تکرار شدند و هر سال یکی از اعضای این گروه میزبانی اجلاس را که همیشه در ماه مه یا ژوئن برگزار می‌شدند بر عهده گرفت.
هدف از این نشست‌ها در آغاز مشورت دربارهٔ مسائل روز و راهبردهای اقتصادی جهان بود. شرکت‌کنندگان در اولین اجلاس، سران کشورهای فرانسه، آلمان، بریتانیا، ایتالیا، ژاپن و آمریکا بودند. اولین کنفرانس این شش کشور که در قصر رامبولیه در پاریس برگزار شد بسیار غیررسمی بود. در ضمن گفتگوهای شبانه در کنار شومینه، سبب شد که سران کشورهای شرکت‌کننده در این اجلاس به مزیت‌های تبادل نظر مستقیم دربارهٔ مسائل مهم پی بردند. اجلاس گروه هفت یک نهاد بین‌المللی نیست. از دیگر سو گروه هفت فاقد سازمان مدیریتی است و قطعنامه‌های اجلاس گروه هفت از پشتیبانی نهادهای بین الملی برخوردار نیست. اجلاس سالانه همیشه از سوی کشور میزبان سازماندهی می‌شوند و کشور میزبان ریاست اجلاس را بر عهده می‌گیرد.

## پیوستن روسیه و کنار گذاشتن آن
در پایان جنگ سرد در سال ۱۹۸۹ روسیه خواستار پیوستن به این گروه شد. پذیرش روسیه در این گروه رفته رفته انجام شد و ۹ سال بعد در سال ۱۹۹۸ روسیه به عضویت رسمی این گروه درآمد. در سال ۲۰۰۶ روسیه برای اولین بار ریاست گروه ۸ را بر عهده گرفت و اجلاس سالانهٔ گروه ۸ در سن پترزبورگ برگزار شد.
روسیه پس از حمله به اوکراین در سال ۲۰۱۴، از این گروه کنار گذاشته شد. به این ترتیب گروه هشت به گروه هفت تغییر نام داد. در پی انقلاب ۲۰۱۴ اوکراین و الحاق کریمه به فدراسیون روسیه و شکاف به وجود آمده بین روسیه و غرب، سران هفت کشور صنعتی لغو عضویت روسیه را از گروه هشت به‌طور غیررسمی اعلام کردند.

## انتقادات
یکی از انتقاداتی که در سال‌های اخیر نسبت به گروه ۷ مطرح بوده و هست؛ عدم عضویت کشورهای مهم و تازه قدرت یافته، مانند چین، هند، برزیل  در این گروه است. گروه ۷ امروزه در بر گیرندهٔ همه کشورهای قدرتمند دنیا به لحاظ اقتصادی نیست. هرچند که ۷ کشور عضو تقریباً نیمی از تولید ناخالص داخلی دنیا را به خود اختصاص می‌دهند، ولی باید گفت که غیبت چین که از لحاظ تولید ناخالص داخلی رتبه دوم جهان را دارد یا برزیل که هفتمین قدرت اقتصادی دنیاست از نقاط ضعف مهم اجلاس گروه ۷ به‌شمار می‌رود. همچنین عدم حضور هند (که بر اساس تولید ناخالص داخلی جلوتر از کانادا و روسیه قرار دارد) نیز از جمله نقاط ضعف گروه ۷ به‌شمار می‌رود.
البته این انتقاد به گروه بیست وارد نیست.بلکه مربوط به قبل از پیوستن اعضای جدید است.